# Eucyclops parvicornus
Eucyclops parvicornus is een eenoogkreeftjessoort uit de familie van de Cyclopidae. De wetenschappelijke naam van de soort is voor het eerst geldig gepubliceerd in 1942 door Harding.